# Viața literară
Viața literară a fost o revistă care a fost publicată bilunar la București începând cu 20 februarie 1926 de scriitorul Valeriu Ionescu (cu pseudonimul literar I. Valerian, n. 1 august 1895, Ivești - d. 21 noiembrie 1980, București).
Revista Viața literară a avut o apariție continuă până în aprilie 1938 și, cu o întrerupere de doi ani, a reapărut în intervalul 6 aprilie – august 1941 cu 322 de numere, în care au publicat nume de prestanță în cultura și literatura română, printre care: Vasile Pârvan, Ion Barbu, Constantin Rădulescu-Motru, Ion Petrovici, Ioan Bianu.

## Antecesori
A mai existat o revistă efemeră cu titlul Viața literară, înființată în 1906 de Ilarie Chendi, devenită în 1907 Viața literară și artistică (1 ianuarie 1906 - 6 aprilie 1908), de orientare sămănătoristă, editată de George Coșbuc, pe care a condus-o împreună cu Ion Gorun și Ilarie Chendi.  Revista era scrisă aproape în întregime de Ilarie Chendi, ascuns adesea sub pseudonimele Gh. Dumbravă sau Fantasio.
Între colaboratorii revistei s-a aflat și Victor Eftimiu..
Tot în revista Viața Literară și artistică a început să publice și Ion Minulescu o parte din versurile care au intrat ulterior în compunerea volumului Romanțele pentru mai târziu.